# Alcis pryeraria
Alcis pryeraria là một loài bướm đêm trong họ Geometridae.